# Tramway à vapeur d'Ardres à Pont-d'Ardres
La compagnie du Tramway à vapeur d'Ardres à Pont-d'Ardres est une ancienne compagnie de transport en commun créée en 1902 pour exploiter la ligne de tramway d'Ardres à Pont-d'Ardres. L'année précédente (le 10 juin 1901), son établissement avait été déclaré d'utilité publique. Elle disparait en 1919 absorbée par la Compagnie générale de voies ferrées d'intérêt local (CGVFIL).